# Vernonia vernonioides
Vernonia vernonioides là một loài thực vật có hoa trong họ Cúc. Loài này được (A.Gray) Bacig. miêu tả khoa học đầu tiên năm 1931.